# HD 202951
HD 202951 är en möjlig dubbelstjärna belägen i den norra delen av stjärnbilden Lilla hästen. Den har en kombinerad skenbar magnitud av ca 5,97 och är mycket svagt synlig för blotta ögat där ljusföroreningar ej förekommer. Baserat på parallax enligt Gaia Data Release 2 på ca 2,7 mas, beräknas den befinna sig på ett avstånd på ca 1 190 ljusår ( ca 360 parsek) från solen. Den rör sig närmare solen med en heliocentrisk radialhastighet på ca -37 km/s.

## Egenskaper
Primärstjärnan HD 202951 A är en orange till röd jättestjärna av spektralklass K5 III. Den har en radie som är ca 40 solradier och har ca 5 gånger solens utstrålning av energi från dess fotosfär vid en effektiv temperatur av ca 3 800 K.
HD 202951 A är en möjlig variabel stjärna av okänd typ, som har en amplitudvariation på 0,0115 magnitud med en frekvens av 0,47645 gånger per dygn eller en period av 2,1 dygn.
Griffin (2012) fann att HD 202951 är en enkelsidig spektroskopisk dubbelstjärna med en omloppsperiod på 2,7373 ± 0,0066 år och en excentricitet på 0,23. a sin i-värde för primärstjärnan är 54,8 ± 1,1 Gm (0,366 ± 0,007 AE), där a är halva storaxeln och i är den (okända) banlutningen. Detta värde ger en undre gräns för den faktiska halva storaxeln.  Röntgenstrålning har upptäckts från konstellationen.